# Karim Adeyemi
Karim-David Adeyemi (ur. 18 stycznia 2002 w Monachium) – niemiecki piłkarz pochodzenia rumuńsko-nigeryjskiego, występujący na pozycji napastnika w niemieckim klubie Borussia Dortmund oraz w reprezentacji Niemiec. Wychowanek Bayernu Monachium, w trakcie swojej kariery grał także w FC Liefering.
5 września 2021 zadebiutował w seniorskiej reprezentacji Niemiec podczas meczu w ramach Eliminacji do Mistrzostw Świata w Katarze z Armenią (wygranym 6:0 przez reprezentację Niemiec).

## Sukcesy

### Red Bull Salzburg
- Mistrzostwo Austrii: 2019/2020, 2020/2021, 2021/2022
- Puchar Austrii: 2019/2020, 2020/2021, 2021/2022

### Reprezentacyjne
- Mistrzostwo Europy U-21: 2021

### Indywidualne
- Król strzelców Bundesligi austriackiej: 2021/2022 (19 goli)

### Wyróżnienia
- Drużyna sezonu Bundesligi austriackiej: 2021/2022[1]
- Medal Fritza Waltera: Złoto w 2021 (U-19)[2]
- Medal Fritza Waltera: Złoto w 2019 (U-17)[3]